# Société nationale des constructions aéronautiques du sud-ouest
La Société nationale des constructions aéronautiques du sud-ouest (in francese Società nazionale di costruzioni aeronautiche sud-ovest), conosciuta anche come Sud-ouest o con la sua sigla SNCASO, era un'azienda aeronautica francese, o più propriamente un consorzio, costituito dagli stabilimenti Blériot Aéronautique di Suresnes, dalla Société des Avions Marcel Bloch di Villacoublay e Courbevoie, dalla Société Aéronautique du Sud-Ouest di Bordeaux-Mérignac, dall'Usine de Construction Aéronautique di Bordeaux-Bègles, dalla Société Aérienne Bordelaise di Bordeaux-Bacalan e dalla Lioré et Olivier di Rochefort, conseguenza della nazionalizzazione, effettiva dal 15 luglio 1937, nella quale vennero coinvolte tutte le aziende aeronautiche francesi ad indirizzo bellico.
Nel 1941 assorbe anche la Société nationale des constructions aéronautiques de l'ouest (SNCAO).
Nel marzo 1957 si fonde con la SNCASE assumendo la ragione sociale Sud Aviation.

## Velivoli prodotti
(lista parziale)

### Aerei
- SNCASO SO-177: caccia bimotore, sviluppo dotato di motori V12 del Bloch MB 175.
- SNCASO SO-30 Bretagne: bimotore da trasporto civile, sviluppo del prototipo SNCASO SO.30R Bellatrix del 1945, prodotto in 45 esemplari.
- SNCASO SO-95 Corse II: bimotore da trasporto civile, sviluppo del prototipo SNCASO SO.90 Cassiopée, prodotto in 60 esemplari.
- SNCASO SO-6000 Triton: primo velivolo a reazione prodotto in Francia e progettato clandestinamente già dal 1943 durante l'occupazione nazista. Effettuò il primo volo a Orléans-Bricy l'11 novembre 1946.
- SNCASO SO-6020 Espadon: caccia a reazione; primo volo effettuato il 12 novembre 1948.
- SNCASO SO-8000 Narval: prototipo di caccia imbarcato a 2 eliche controrotanti del 1949.
- SNCASO SO-4000: bombardiere bireattore del 1951 dal quale verrà sviluppato il SNCASO SO.4050 Vautour.
- SNCASO SO-4050-1 Vautour II: primo ad infrangere il muro del suono il 30 giugno 1953.
- SNCASO SO-9000 Trident, caccia intercettore dotato di motore a razzo che effettuò il primo volo nel marzo 1953. Il Trident I raggiunse la velocità di Mach 1,53 e il Trident II Mach 1,92.

### Elicotteri
- SO-1100 Ariel - elicottero leggero sperimentale
- SO-1110 Ariel II - elicottero leggero sperimentale
- SO-1120 Ariel III - elicottero leggero sperimentale
- SO-1221 Djinn - elicottero leggero
- SO-1310 Farfadet - elicoplano sperimentale